# Club de Remo Luchana
El Club de Remo Luchana es un club deportivo vasco que ha disputado regatas en todas las categorías y modalidades de banco fijo, bateles, trainerillas y traineras desde su fundación en 1930. En 2017 compitió en la liga ARC en su segunda categoría.

## Historia
En 1930 se fundó el club con el nombre de Club de Remo Sociedad Deportiva Bilbao. En 1983, tras la separación de Erandio de Bilbao, el club cambió su nombre al actual. Es el club organizador de la Bandera de Erandio desde su fundación en 1988.
En 2010 comenzaron a entrenar con una trainera femenina, pero fructificó el proyecto de la trainera vizcaína conjunta y no pudieron salir con el nombre del club. Desde entonces compitieron en varias pruebas de entrenamiento de pretemporada, como el Memorial Jon Sasieta en 2019. En 2020 anunciaron su presencia en la Liga ETE.